# Padaj s neba
Padaj s neba, hrvatska crkvena popijevka koja se pjeva u Došašću, djelo skladatelja Josipa Vallingera. Jedna je od najpjevanijih adventskih pjesama među Hrvatima, često pjevana na zornicama. Tekst pjesme prvi je puta tiskan u katekizmu-pjesmarici »Kratki nauk Kerstjansko-Katoločanski«, izdanom u Osijeku 1861., na poticaj biskupa Strossmayera. Za tekstopisca se drži jedan od urednika katekizma, pjesnik Ivan Tombor. Pjesma u današnjem obliku, sa šest kitica i na Vallingerovu melodiju prvi put objavljena u zbirci crkvenih pjesama »Pievnik« (Zagreb, 1895.)
Pjesmu je u pop-obliku obradio Čedo Antolić.